# Трговина људима у Пољској
Канцеларија за праћење и борбу против трговине људима америчког Стејт департмента ставила је Пољску у ниво 1 2024. године. Испод је потпуна копија одјељка веб-странице који се односи на Пољску у извјештају који је објавио Биро за јавне послове Стејт департмента Сједињених Држава, под насловом „Наративи о земљама: Земље од Н до З: Извјештај о трговини људима 2024.“, који је у јавном власништву.
Пољска је земља поријекла и одредишта за мушкарце и жене који су били изложени трговини људима, посебно условима принудног рада и за жене и дјецу у принудној проституцији. Мушкарци и жене из Пољске су подвргнути условима принудног рада у Италији и Шведској. Жене и дјеца из Пољске се тргују ради присилне проституције у Пољској, као и у Белгији, Њемачкој, Италији, Холандији, Шпанији, Португалу и Шведској. Жене и дјеца из Молдавије, Украјине, Бугарске, Румуније, Бјелорусије и Русије тргују се у Пољску ради присилне проституције. Мушкарци и жене из Бангладеша, Кине и Филипина налазе се у условима принудног рада у Пољској. Мушкарци и жене из Тајланда, Нигерије, Ирака, Украјине, Бјелорусије, Румуније, Бугарске, Молдавије, Монголије, Вијетнама, Турске, Џибутија и Уганде налазе се у условима принудног рада, укључујући присилно просјачење и дужничко ропство, као и присилну проституцију у Пољска.
Влада Пољске у потпуности поштује минималне стандарде за елиминисање трговине људима и 2024. године је унапређена на ниво 1. Ова достигнућа укључују кривично гоњење и осуду већег броја трговаца људима, повећање финансирања служби за жртве по први пут од 2016. године и повећање финансирања за спровођење Националног акционог плана (НАП) по први пут од 2018. године. Влада је такође интензивирала напоре да истражи и идентификује присилни рад, при чему се 79 процената текућих гоњења односи на идентификацију жртава присилног рада, а већина идентификованих жртава су жртве присилног рада. Влада је финансирала двије невладине организације које су помогле већем броју потенцијалних жртава трговине људима. Судови су додијелили реституцију жртвама трговине људима у четири случаја, што је први пут од 2020. године. У септембру 2023. године Влада је формирала Међуресорни тим за сузбијање трговине људима, који је замијенио Савјетодавни одбор Министарства унутрашњих послова (МУП) који је радио од 2019. године.
Влада је 2022. године спровела свеобухватне мјере за борбу против трговине људима који су побјегли од сукоба у Украјини који је покренула Русија. Ове мјере су укључивале подизање свијести јавности, успостављање намјенске телефонске линије, формулисање и примјјену стандардних оперативних процедура (СОП) за дјецу без пратње из других земаља која стижу на границу Пољске и Украјине и ангажовање у проактивној сарадњи са међународним тијелима и невладиним организацијама. Напори су укључивали истрагу и кривично гоњење више осумњичених трговаца људима, усвајање новог националног акционог плана (НАП) и спровођење стратегије набавки како би се спријечио принудни рад у владиним уговорима.
Године 2023. Индекс организованог криминала дао је Пољској оцјену 5,5 од 10 за трговину људима, уз напомену да су већина жртава жене из источне Европе и Русије.

## Судско процесуирање трговине људима у Пољској
Влада Пољске је показала напредак у својим укупним напорима за спровођење закона против трговине људима током периода извјештавања. Пољска забрањује све облике трговине људима кроз члан 253, члан 204, одјељци 3 и 4, и члан 203 кривичног закона. Члан 253 и статути организованог криминала се користе за кривично гоњење случајева принудног рада, иако не постоје одредбе које посебно дефинишу и третирају принудни рад. Казне прописане чланом 253. су од три до 15 година затвора, а чл. 203. и 204. прописане су од једне до 10 година затвора; ове казне су довољно строге и сразмјерне онима које су прописане за друга тешка кривична дјела, као што је силовање. Званичници за спровођење закона и невладине организације наставили су да извјештавају да недостатак јасне правне дефиниције трговине људима у пољском кривичном закону ограничава дјелотворно кривично гоњење. Тужиоци се ослањају на дефиниције трговине људима из Протокола УН-а о ТИП-у из 2000. године када воде кривично гоњење трговаца људима.
У 2022. години органи за спровођење закона спровели су 23 истраге по члану 189а, што је било смањење у односу на 32 истраге у 2021. години. Ове истраге су се фокусирале на различите облике трговине људима:
- Седам случајева се односило на сексуалну трговину.
- Дванаест случајева се односило на принудни рад (укључујући пет за присилно просјачење).
- Четири случаја су се односила на неодређене облике трговине људима.

Тужиоци су такође покренули 26 истраге на основу упућивања полиције и граничне службе, што је смањење у односу на 57 истрага у 2021. Они су процесуирали 17 окривљених по члану 189а, у односу на 25 у 2021. години. Поред тога, полиција је покренула 12 истрага по члану 203 и четири случаја према члану 204.3. Тужиоци су подигли оптужницу против 11 окривљених из члана 203.
Полиција је 2021. године истражила 16 случајева у вези са чланом 203. и/или чланом 204.3. Тужиоци су по истим члановима подигли оптужницу против 16 оптужених.
Национално тужилаштво (НПО) је извејстило да су судови осудили четири трговца људима по члану 189а у 2022. години, што је значајно смањење у поређењу са 25 трговаца људима који су осуђени 2021. године. Казне су укључивале:
- Један трговац људима је осуђен на пет година затвора.
- Други је добио четири године.
- Трећи је добио три године.
- Четврти је добио двије године.

Штавише: Три особе су осуђене по члану 203 2022. године, у поређењу са ниједном у 2021. години. Гранична стража је покренула двије истраге о принудном раду, укључујући жртве из Гватемале, Колумбије, Венецуеле и Мексика. Ове жртве су експлоатисане преко локалних агенција за запошљавање и лажних интернет платформи.
Од почетка потпуне инвазије Русије на Украјину, Национална полиција је покренула пет истрага о могућој трговини украјинским избјеглицама. Међу овим случајевима, један је потврђен као трговина људима и укључује два дјетета жртве трговине сексом.
Влада је обезбједила обуку о свијести о трговини људима и идентификацији жртава за службенике националне полиције, граничне страже и Агенције за унутрашњу безбједност. У марту 2009. године, Национална школа за судије и тужиоце је обезбједила обуку о трговини људима за 60 тужилаца. Додатна обука о борби против трговине људима и обука о идентификацији жртава и третману пружена је за најмање 614 полицајаца, службеника граничне полиције и социјалних радника. У партнерству са локалном невладином организацијом, Министарство породице, рада и социјалне политике је обезбједило значајну обуку за полицију и социјалне раднике по питању трговине дјецом, укључујући идентификацију и посебне потребе дјеце која су експлоатисана у трговини сексом.
Национална полиција је учествовала у три велике међународне операције које је покренуо ЕУРОПОЛ у оквиру Европске мултидисциплинарне платформе против криминалних пријетњи. Ове операције су биле усмјерене на трговину дјецом, присилни рад и борбу против трговине људима у вези са сексуалним злостављањем, просјачењем или криминалним активностима.

## Заштита
Током 2009. године влада је наставила да унапређује напоре да помогне жртвама трговине људима; идентификовали су најмање 206 жртава трговине људима – укључујући 123 дјеце у проституцији – у поређењу са 315 жртава које су идентификовале невладине организације и владини органи 2008. Укупно, 193 жртве добиле су помоћ коју финансира држава. Влада је 2009. године упутила 22 жртве за помоћ. У априлу 2009. године, влада је успоставила Национални интервентни консултативни центар, чиме је проширена могућност власти да помогну жртвама. Центар којим управља НВО успоставио је 24-часовну телефонску линију, пружао директну помоћ жртвама трговине људима и служио је као консултативно мјесто за полицију која ради са жртвама трговине људима. Национални центар је појачао заштиту жртава на располагању страним жртвама трговине људима. Раније су само стране жртве које су пристале да сарађују са органима за спровођење закона имале право на хитну помоћ коју финансира влада. Са успостављањем националног центра, и пољске и стране жртве више нису биле обавезне да буду идентификоване од стране локалних органа за спровођење закона нити да сарађују са њима да би добиле хитну помоћ коју финансира влада кроз пољски програм помоћи жртвама.
Влада је 2009. године издвојила приближно 298.000 долара за помоћ жртвама, укључујући 59.000 долара за склониште које ће користити одрасле жене жртве трговине људима. Као одговор на критике да не постоје склоништа посвећена помоћи мушким жртвама трговине људима, влада је у јануару 2010. године смјестила седам мушких жртава трговине људима у кризни центар који води влада и уписала их у Програм заштите жртава/свједока, обезбеђујући им приступ неопходној његи. Према пољском закону, свим страним жртвама је дозвољено да остану у Пољској током тромјесечног периода за размишљање, током којег имају право на приступ услугама за жртве док одлучују да ли ће сарађивати са органима за спровођење закона или не. У 2009. години ниједна жртва није искористила период за размишљање од 90 дана. Страним жртвама које одлуче да сарађују дозвољено је да остану у Пољској током истраге и кривичног гоњења. У 2009. години, двије стране жртве добиле су привремене боравишне дозволе да остану у Пољској до окончања кривичног поступка. Међутим, неки стручњаци за трговину људима изразили су забринутост да неке жртве које су одлучиле да не сарађују са органима за спровођење закона можда нису добиле статус жртве и стога можда нису добиле хитну помоћ жртвама. Полиција је охрабрила жртве да сарађују са органима за спровођење закона. У 2009. години, 22 жртве су помогле полицији, у поређењу са 21 жртвом у 2008. години. Није било извјештаја да су идентификоване жртве кажњене за незаконита дјела почињена као директна посљедица трговине људима.
Пољска влада је 2022. године обезбједила 1,1 милион злота (око 251.140 долара) двјема невладиним организацијама посвећеним пружању помоћи жртвама трговине људима. Овај ниво финансирања се одржава од 2015. године.

## Национални акциони план (НАП) против трговине људима
Национални акциони план (НАП) против трговине људима за период 2022–2024. године у Пољској је свеобухватан документ који описује стратегију земље за борбу против трговине људима.
НАП дефинише трговину људима као кривично дјело које укључује регрутовање, превоз, скривање или примање особе на различите начине као што су сила, превара или принуда у сврху експлоатације, укључујући принудни рад, проституцију и друге облике експлоатације. НАП има за циљ интензивирање превентивних мјера, обуку и јачање улоге Војводских тимова за сузбијање трговине људима. Такође се фокусира на увођење корективних мјера како би се осигурало да су све компоненте система за борбу против трговине људима комплементарне.
План наглашава потребу за интензивирањем активности превенције, информисања и едукације на свим нивоима, са циљем да се допре до што ширих група људи. Ово је посебно важно с обзиром на све већи број појединаца који траже посао у Пољској, а који могу бити у опасности да постану жртве кривичних дјела трговине људима.